# 299-та бригада тактичної авіації (Україна)
299-та бригада тактичної авіації імені генерал-лейтенанта Василя Нікіфорова  (299 БрТА, в/ч А4465, пп В2137) — з'єднання тактичної авіації Повітряних Сил Збройних Сил України.
Бригада озброєна фронтовими штурмовиками Су-25 різних модифікацій.

## Історія
У 1992 році, після розпаду СРСР, 299-й корабельний штурмовий авіаційний полк (в/ч 10535) перейшов під юрисдикцію України. Полк перебував у складі ВМФ СРСР, і станом на 1992 рік тренувався на літаках вертикального зльоту й посадки Як-38, готувався на злітно-посадковому комплексі «Нитка» до польотів з палуби авіаносного корабля.
Наказом Міністра оборони України у березні 1992 року 299-й полк був включений до складу Збройних Сил України. 8 квітня 1992 особовий склад полку під керівництвом командира полку полковника Євгена Тимофійовича Кабурова склав Присягу на вірність народу України.
У 1993 році 299 ошап із підпорядкування ДНВЦ передали до складу 5-ї Повітряної армії ВПС України (Одеса).[джерело?]
У квітні 1994 року з'єднання було переформоване на 299-й окремий штурмовий авіаційний полк, а 10 червня 1996 року виключено зі складу авіації ВМС України.
З 1996 — у складі 32-ї бомбардувальної авіадивізії 5-го авіаційного корпусу ВПС України. Після розформування у 2000 році управління 32 БАД — у підпорядкуванні командування 5-го авіаційного корпусу.
2002 року полк був переформований на 299-ту авіаційну базу.
1 вересня 2003 року створено 299-ту авіабригаду ВПС України, а в травні 2005 року бригада змінює місце постійної дислокації і передислокується на аеродром Кульбакине (Миколаїв).
За підсумками 2012 року з'єднання було визнане найкращою авіаційною частиною Повітряних Сил Збройних Сил України.

### Війна на сході України

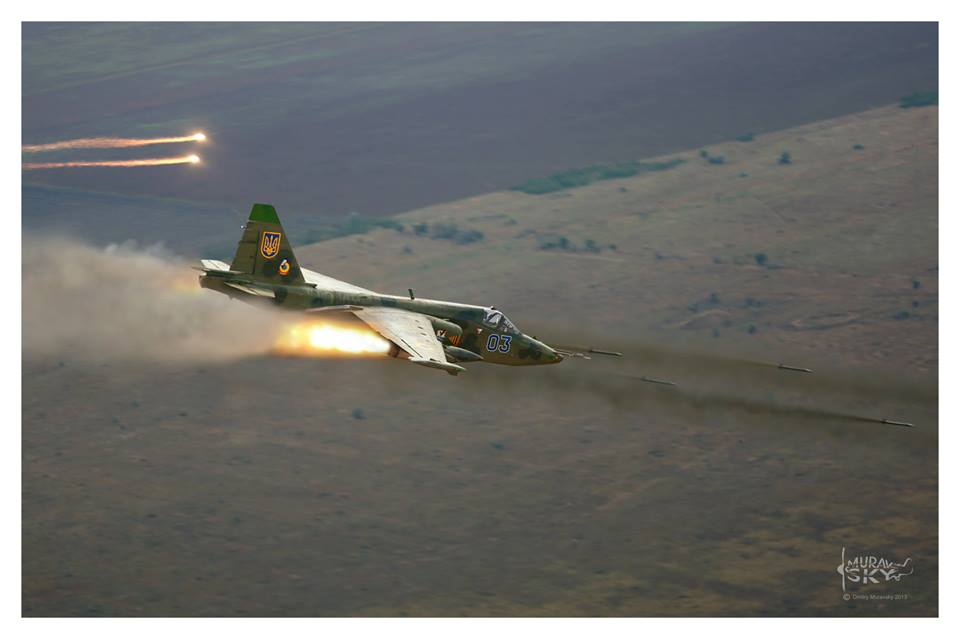
Літак Су-25М1, бортовий номер 03 «синій». Збитий російським винищувачем під Амвросївкою 16 липня 2014 року.

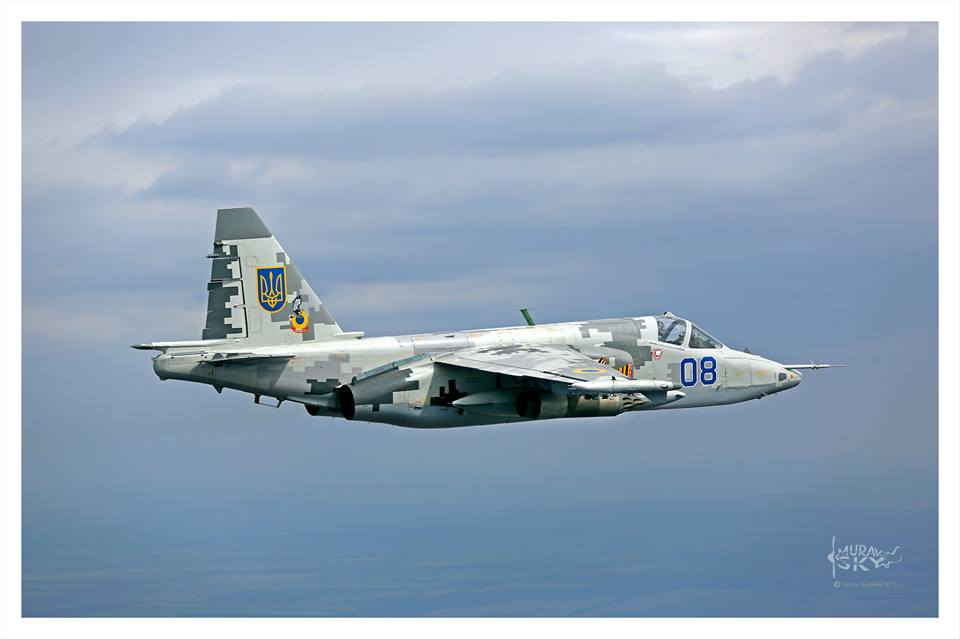
Літак Владислава Волошина, Су-25М1, бортовий номер 08 «синій». Був збитий російським ППО 29 серпня 2014 року під час боїв за Іловайськ.

З 2014 року бригада брала участь у бойових діях у складі сил антитерористичної операції.
Вранці 16 липня пара Су-25М1 (борт 08 «синій» і 41 «синій») вийшла в район Маринівки для підтримки прикордонників, які зазнавали атаки проросійських сил. Штурмовики завдали ударів по колоні російської бронетехніки, яку виявили у лісосмузі, але ведений штурмовик (борт 41) був пошкоджений противником з ПЗРК. Капітан Владислав Волошин, ведучий пари, супроводжував літак товариша та надавав інструкції. Пошкоджений літак скинув невідстріляні боєприпаси у Дніпро, льотчикам вдалось посадити літак на фюзеляж, без шасі, у Майорську, на ґрунт парашутного аеродрому. Того ж дня Владислав Волошин здійснив ще один виліт на виконання бойового завдання поблизу українсько-російського кордону. Його пару, Су-25М1, бортовий номер 03 «синій», було підбито неподалік м. Амвросіївка з території РФ ракетою класу «повітря-повітря» російського винищувача МіГ-29 зі складу 19-го винищувального авіаційного полку 1-ї змішаної авіаційної дивізії. Пілот штурмовика встиг катапультуватись і був врятований українськими прикордонниками.
29 серпня 2014 року на допомогу українським підрозділам, які під час виходу з Іловайська зазнали масованого удару зведених підрозділів бойовиків і частин регулярної армії РФ, було направлено дві пари штурмовиків Су-25. Владислав Волошин був ведучим першої пари Су-25, перед якою стояло завдання — знищити сили російських військових та проросійських бойовиків, які перекрили шлях виходу з Іловайська.
Пара Су-25 вийшла в район смт. Кутейникове, штурмовики розвернулися і завдали удару повним комплектом чотирьох підвісок некерованих ракет С-8 кожен по позиціям російських сил, спостерігаючи після залпу ураження бронетехніки та вантажівок. Обидва Су-25 після цього взяли курс на аеродром базування, і поверталися на гранично малій висоті — 50 метрів. Така висота знижує до мінімуму загрозу потрапити в поле зору ворожих засобів ППО. Проте штурмовик Су-25М1, бортовий номер 08 «синій», який пілотував Владислав Волошин, був уражений і втратив керування. Пілоту вдалось катапультуватись, через 4 дні він зміг вийти до позицій українських сил в районі с. Роздольне.
30 грудня 2015 року бригаді присвоєно ім'я генерал-лейтенанта Василя Семеновича Нікіфорова.

### Російське вторгнення 2022 року
24 лютого 2022 року на початку Російського вторгнення в Україну, по аеродрому базування Кульбакине було завдано бомбового удару. В наступні дні літаки бригади та особовий склад ймовірно були перебазовані на запасний аеродром.

## Оновлення льотного складу
У 2001 році під час розформування 947-го БАП частина бомбардувальників Су-24 та Су-24М були передані до складу бригади.
У 2010 році, після проведення робіт з модернізації, виконаних на підприємстві «Одесаавіаремсервіс», та завершення льотних випробувань, перші два навчально-бойових літака L-39M1 були передані 299-й бригаді тактичної авіації.[джерело?]
26 червня 2012 року ще два літака L-39M1, з новим «піксельним» камуфляжем, який «розмиває» в польоті силует літака і ускладнює його ідентифікацію, отримані бригадою.
З квітня 2014 року по квітень 2015 року було відремонтовано та модернізовано і передано до 299-ї бригади 4 штурмовика СУ-25М1.
Станом на осінь 2015 рік бригада була озброєна літаками Су-25 та його модифікаціями та навчально-тренувальними Л-39 «Альбатрос» та L-39M1. В складі бригади перебували 9 Су-25, 10 Су-25М1, 3 Су-25УБ, 2 Су-25УБМ1 і 5 L-39 «Альбатрос».[неавторитетне джерело]
В грудні 2015 року ДП «Одесаавіаремсервіс» передав 299-й бригаді модернізований навчально-бойовий літак L-39M1 (б/н 107).
У 2016 році бригада отримала штурмовики СУ-25М1 (б/н 30, б/н 39), а також «спарку» СУ-25УБМ1 (б/н 62).
14 жовтня 2017 року, з нагоди Дня захисника України, бригада отримала відремонтований та модернізований штурмовик Су-25М1 (б/н 31).
В червні 2018 року Запорізький державний авіаремонтний завод «МіГремонт» передав 299-й бригаді модернізований штурмовик Су-25М1К (б/н 20).
21 грудня 2018 року бригада отримала відремонтований та модернізований Су-25М1К (б/н 36). Всього протягом 2018 року до бригаді було передано 3 штурмовики Су-25М1К.
8 квітня 2019 року Запорізький державний авіаремонтний завод «МіГремонт» передав бригаді модернізований штурмовик Су-25М1К (б/н 32).
1 червня 2020 року Запорізький державний авіаремонтний завод «МіГремонт» передав бригаді черговий модернізований штурмовик Су-25.

## Структура
- управління (в тому числі штаб)
- 1-ша авіаційна ескадрилья
- 2-га авіаційна ескадрилья
- 3-тя авіаційна ескадрилья
- батальйон зв'язку та радіотехнічного забезпечення:
  - вузол радіотехнічного забезпечення
- батальйон аеродромно-технічного забезпечення:
  - технічна рота
  - аеродромно-експлуатаційна рота
- батальйон охорони:
  - 1, 2 рота охорони
  - зенітно артилерійський взвод
  - інженерно-саперний взвод
- пожежний взвод
- медичний пункт[21]

## Командування
- 18.06.1991—20.09.1995: полковник Кабуров Євген Тимофійович
- 20.09.1995—16.03.1998: полковник Шаров Микола Юрійович
- 16.03.1998—24.12.1998: підполковник Танцуєв Анатолій Семенович
- 24.12.1998—24.12.2004: полковник Ряба Микола Васильович
- 24.12.2004—29.10.2009: полковник Алімпієв Андрій Миколайович
- 29.10.2009—01.09.2011: полковник Іщенко Сергій Олександрович
- 01.09.2011—2016: полковник Помогайбо Володимир Віталійович
- 2016: полковник Дяків Олександр Юрійович[22]

### Заступники
Льотна підготовка
- полковник Шевцов Юрій Сергійович

Виховна робота
- полковник Пархоменко Ігор Валерійович

## Втрати
У період 2014—2021 років відомо про 4 загиблих пілотів.
Під час російського повномасштабного вторгнення загинуло 14 пілотів бригади.

## Традиції
24 серпня 2015 року під час Маршу Незалежності на відзначення 24-ї річниці Незалежності України, що пройшов у Києві на Хрещатику, президент України Петро Порошенко вручив бойовий прапор з відзнакою «За мужність та відвагу» командиру бригади.
30 грудня 2015 р. указом Президента України Петра Порошенка бригаді присвоїли ім'я генерал-лейтенанта Василя Нікіфорова.
5 листопада 2016 року бригада святкувала 40-річчя.
24 серпня 2022 року бригада відзначена почесною відзнакою «За мужність та відвагу».
7 листопада 2023 року на Миколаївському аеродромі провели ритуал спалення фортепіано в пам'ять про загиблих льотчиків під час повномасштабного російського вторгнення. Миколаївський музикант Володимир Алексєєв виконав на фортепіано композицію Яна Тірсена «Comptine d'un autre été», а на музичному інструменті написали позивні пілотів та бортові номери. Подібна традиція існувала у американських пілотів з часів Другої світової війни.

## Вшанування
Найвищими державними нагородами відзначені:
- Кукурба Олександр — майор, начальник розвідки. Герой України (2022).
- Корпан Олександр — капітан. Герой України (2022, посмертно).
- Лазаренко Ростислав — полковник, командир ескадрильї. Герой України (2023).
- Благовісний Вадим — майор. Герой України (2023, посмертно).
- Мурашко Данило — майор. Герой України (2023, посмертно).
- Риков Владислав — полковник. Герой України (2024, посмертно).
- Владислав Солоп — майор. Герой України (2025, посмертно).